# Поплавы (Скалатская городская община)
Поплавы (укр. Поплави) — село в Скалатской городской общине Тернопольского района Тернопольской области Украины.
До 2020 года входило в Подволочисский район.
Население по переписи 2001 года составляло 131 человек. Почтовый индекс — 47851. Телефонный код — 3543.